# Avrieux
Avrieux is een gemeente in het Franse departement Savoie (regio Auvergne-Rhône-Alpes) en telt 353 inwoners (2004). De plaats maakt deel uit van het arrondissement Saint-Jean-de-Maurienne.
In Avrieux is een grote onderzoekssite van het Office national d'études et de recherches aérospatiales gevestigd.

## Geografie
De oppervlakte van Avrieux bedraagt 38,8 km², de bevolkingsdichtheid is 9,1 inwoners per km².
De onderstaande kaart toont de ligging van Avrieux met de belangrijkste infrastructuur en aangrenzende gemeenten.

## Demografie
Onderstaande figuur toont het verloop van het inwonertal (bron: INSEE-tellingen).